# 네스 (캐릭터)
네스(일본어: ネス, 영어: Ness)는 닌텐도가 1994년 발매한 게임 《마더 2: 기그의 역습》의 주인공이다. 《슈퍼 스매시브라더스》의 출전 파이터로도 나온다.